# Elisabet Sadó i Garriga
Elisabet Sadó Garriga, coneguda esportivament com Beth Sadó, (Barcelona, 22 de setembre de 1981) és una jugadora i entrenadora d'esquaix catalana.
Membre del Can Mèlich Club, en categoria júnior va arribar a ser la número u del rànquing europeu i va guanyar el British Junior Open Squash en diverses categories, sub-14 (1995), sub-16 (1997) i sub-19 (1999). En categoria universitària va ser campiona d'Espanya i per equips amb la Universitat Autònoma de Barcelona el 2000. En categoria absoluta, va guanyar onze Campionats de Catalunya (1997-2000, 2002-08) i set d'Espanya (1999, 2000, 2005-09). Amb el Can Mèlich Club va aconseguir disset Campionats de Catalunya per equips (1996-2012) i setze d'Espanya (1996-2009, 2011 i 2012). Resident a Astúries des de 2013, també va guanyar diversos Campionats d'Astúries, essent polèmica l'entrega de premis del Campionat de 2019. Juntament amb altres jugadores, va denunciar públicament la Federació asturiana d'esquaix de sexisme ja que va regalar a les guanyadores de la competició un set de neteja femenina i un vibrador. Internacional amb la selecció espanyola, va participart a set Campionats del Món i a quinze d'Europa. També va ser seleccionadora espanyola femenina en categoria júnior i absoluta entre 2009 i 2010.
Entre d'altres distincions, va rebre el premi Fair Play de la Federació Europea d’Esquaix el 2003.

## Palmarès
Individual
- 11 Campionats de Catalunya d'esquaix: 1997, 1998, 1999, 2000, 2002, 2003, 2004, 2005, 2006, 2007 i 2008
- 1 Campionat d'Astúries d'esquaix. 2019
- 7 Campionats d'Espanya d'esquaix: 1999, 2000, 2005, 2006, 2007, 2008 i 2009

Equips
- 17 Campionats de Catalunya d'esquaix per equips: 1996, 1997, 1998, 1999, 2000, 2001, 2002, 2003, 2004, 2005, 2006, 2007, 2008, 2009, 2010, 2011 i 2012
- 16 Campionats d'Espanya d'esquaix per equips: 1996, 1997, 1998, 1999, 2000, 2001, 2002, 2003, 2004, 2005, 2006, 2007, 2008, 2009, 2011 i 2012